# Zamość
Zamość (Zamostja in ucraino; Zamascʾ in bielorusso; Zamosch in tedesco e yiddish) è una città della Polonia sudorientale, con 66.633 abitanti nel 2004, situata nel voivodato di Lublino dal 1999 e capoluogo del distretto di Zamość. A circa 20 km dalla città si trova il Parco Nazionale di Roztocze.
Il centro storico della città è iscritto nella lista patrimoni dell'umanità dell'UNESCO dal 1992. Risulta un esempio di "città ideale" rinascimentale ben conservato, in quanto il nucleo originale non è stato pressoché intaccato dallo sviluppo successivo della città, avvenuto attorno ad esso.

## Storia
Zamość fu fondata nel 1580 (il decreto di fondazione data 10 aprile) su iniziativa del magnate ed etmano polacco Jan Zamoyski, come capitale dei propri vastissimi possedimenti all'interno della Confederazione polacco-lituana. Uomo di profonda cultura e vasti interessi, Zamoyski aveva studiato all'Università di Padova, dove si era anche convertito dal calvinismo al cattolicesimo ed era stato rettore dell'Università dei Legisti. Zamość fu edificata sul percorso commerciale che collega l'Europa occidentale e settentrionale al Mar Nero, secondo un progetto di "città ideale" rinascimentale dell'architetto padovano Bernardo Morando. Concepita per svolgere allo stesso tempo funzioni di residenza principesca, centro commerciale e presidio militare, per certe caratteristiche ricorda la città veneta e viene chiamata "la Padova del Nord".
Inizialmente vennero edificati la residenza di Zamoyski e il centro commerciale, quindi si passò alle fortificazioni su pianta pentagonale, per resistere alle frequenti incursioni di cosacchi e tartari. Il manierismo italiano di Morando assorbì elementi dell'Europa centrale, come evidente nei portici ad arco degli edifici che attorniano la grande piazza del mercato.
Sede di un'università dal 1595, conobbe un lungo periodo di splendore grazie alla floridezza del commercio, garantito dalla presenza di una comunità cosmopolita, che poté godere di ampia tolleranza religiosa.
Rinforzata ulteriormente da fortificazioni nel XVII secolo, resistette alle incursioni cosacche attorno alla metà del secolo e all'invasione svedese del 1656, per poi cadere brevemente sotto il dominio austriaco e poi sotto quello russo. I russi riadattarono vari edifici rinascimentali, snaturandoli, e distrussero quasi del tutto le antiche fortificazioni nel 1866.
Fino alla seconda guerra mondiale Zamość fu uno dei principali centri della presenza ebraica in Polonia. Nel 1939, su una popolazione di 28.873 abitanti, 12.531 erano ebrei. Solo pochi di essi sopravvissero agli eccidi e alle deportazioni dell'Olocausto. La maggior parte degli ebrei della città perirono nel campo di sterminio di Bełżec.
Anche la popolazione polacca della città fu vittima di persecuzioni. Il distretto di Zamość, a causa del terreno fertile, fu scelta per la colonizzazione tedesca nel Governatorato Generale, come parte del Generalplan Ost. Gli occupanti tedeschi progettarono una sistemazione di almeno 60.000 tedeschi nell'area prima della fine del 1943. Nel novembre 1941 fu tentata un'espulsione e l'intera operazione finì con una pacificazione combinata con un'espulsione nel giugno-luglio 1943 chiamata Wehrwolf Action I e II. Circa 110.000 persone furono espulse da 297 frazioni; tra di essi c'erano circa 30.000 bambini, che se "accettabili" dal punto di vista della razza, venivano sottratti alle loro famiglie e mandati in adozione in famiglie tedesche del Terzo Reich per il processo di germanizzazione. La maggior parte delle persone espulse fu mandata nei campi slavi di lavoro in Germania o nei campi di concentramento.

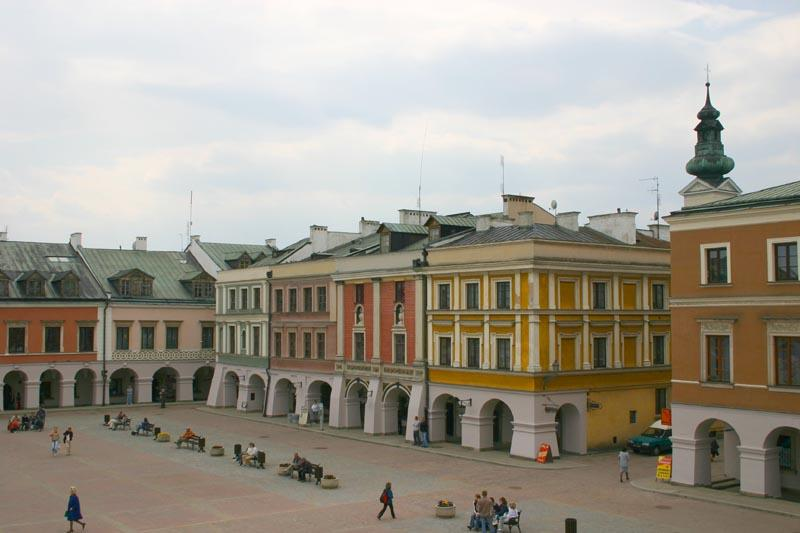
Piazza del Mercato

La popolazione locale reagì alla persecuzione con grande determinazione: scapparono nelle foreste, organizzarono un'auto-difesa, aiutarono la gente espulsa, portando via i bambini dalle mani dei rapitori tedeschi. Fino alla metà del 1943 i tedeschi riuscirono a far insediare 8.000 coloni e il numero crebbe di circa due migliaia nel 1944, ma questo insediamento andò incontro alla fiera resistenza delle forze polacche. L'ex presidente della Germania Horst Köhler nacque in una famiglia di coloni tedeschi a Skierbieszów.
Dopo la seconda guerra mondiale Zamość iniziò un periodo di sviluppo. Negli anni settanta e ottanta la popolazione crebbe rapidissimamente, da 100 del 1975 a 68.800 (2003). Questo fu causato dai significativi profitti che la città iniziò ad accumulare: le ricchezze erano dovute alla vecchia strada commerciale che collega la Germania all'Ucraina e ai porti del Mar Nero.
Dal 1975 al 1998 la città fu capitale del voivodato di Zamość, mentre con la nuova suddivisione in voivodati del 1999 è stata assegnata al voivodato di Lublino, essendo il vecchio voivodato stato eliminato.

## Clima
| Zamość (1991-2020) Fonte: meteomodel.pl | Mesi         | Mesi         | Mesi         | Mesi        | Mesi        | Mesi        | Mesi        | Mesi        | Mesi        | Mesi        | Mesi         | Mesi         | Stagioni | Stagioni | Stagioni | Stagioni | Anno    |
| Zamość (1991-2020) Fonte: meteomodel.pl | Gen          | Feb          | Mar          | Apr         | Mag         | Giu         | Lug         | Ago         | Set         | Ott         | Nov          | Dic          | Inv      | Pri      | Est      | Aut      | Anno    |
| --------------------------------------- | ------------ | ------------ | ------------ | ----------- | ----------- | ----------- | ----------- | ----------- | ----------- | ----------- | ------------ | ------------ | -------- | -------- | -------- | -------- | ------- |
| T. max. media (°C)                      | 0,5          | 2,7          | 7,0          | 14,2        | 19,3        | 23,3        | 24,5        | 24,6        | 19,0        | 12,6        | 5,8          | 1,7          | 1,6      | 13,5     | 24,1     | 12,5     | 12,9    |
| T. media (°C)                           | −2,2         | −0,5         | 2,6          | 8,6         | 13,4        | 17,4        | 18,5        | 18,3        | 13,6        | 8,2         | 2,7          | −0,7         | −1,1     | 8,2      | 18,1     | 8,2      | 8,3     |
| T. min. media (°C)                      | −5,2         | −3,5         | −1,4         | 3,1         | 7,5         | 11,4        | 12,7        | 12,3        | 8,9         | 4,4         | −0,1         | −3,2         | −4,0     | 3,1      | 12,1     | 4,4      | 3,9     |
| T. max. assoluta (°C)                   | 13,6 (1994)  | 17,6 (1990)  | 23,3 (1974)  | 28,3 (1968) | 31,8 (1994) | 35,4 (1963) | 35,7 (1959) | 35,7 (1952) | 31,2 (1951) | 25,6 (1966) | 20,4 (1968)  | 17,2 (1961)  | 17,6     | 31,8     | 35,7     | 31,2     | 35,7    |
| T. min. assoluta (°C)                   | −31,6 (1987) | −34,4 (1963) | −27,9 (1963) | −7,8 (1974) | −3,9 (1965) | −1,0 (1982) | 4,5 (1964)  | 0,5 (1966)  | −6,0 (1977) | −9,6 (1982) | −25,4 (1965) | −27,0 (1969) | −34,4    | −27,9    | −1,0     | −25,4    | −34,4   |
| Giorni di calura (Tmax ≥ 30 °C)         | 0,0          | 0,0          | 0,0          | 0,0         | 0,1         | 1,7         | 2,4         | 4,3         | 0,1         | 0,0         | 0,0          | 0,0          | 0,0      | 0,1      | 8,4      | 0,1      | 8,6     |
| Giorni di gelo (Tmin ≤ 0 °C)            | 24,5         | 19,7         | 17,7         | 7,3         | 1,1         | 0,0         | 0,0         | 0,0         | 0,4         | 4,8         | 14,7         | 21,6         | 65,8     | 26,1     | 0,0      | 19,9     | 111,8   |
| Giorni di ghiaccio (Tmax ≤ 0 °C)        | 12,1         | 7,6          | 2,4          | 0,0         | 0,0         | 0,0         | 0,0         | 0,0         | 0,0         | 0,1         | 4,5          | 9,1          | 28,8     | 2,4      | 0,0      | 4,6      | 35,8    |
| Nuvolosità (okta al giorno)             | 5,5          | 5,6          | 5,1          | 4,7         | 4,2         | 4,1         | 4,1         | 3,9         | 4,6         | 4,9         | 5,7          | 5,9          | 5,7      | 4,7      | 4,0      | 5,1      | 4,9     |
| Precipitazioni (mm)                     | 20,9         | 28,8         | 32,4         | 47,0        | 73,1        | 63,7        | 87,9        | 49,1        | 74,3        | 53,7        | 32,0         | 30,7         | 80,4     | 152,5    | 200,7    | 160,0    | 593,6   |
| Giorni di pioggia                       | 6,1          | 7,1          | 7,9          | 7,5         | 9,6         | 7,9         | 9,9         | 7,8         | 8,1         | 7,9         | 7,3          | 7,3          | 20,5     | 25,0     | 25,6     | 23,3     | 94,4    |
| Nevicate (cm)                           | 135,8        | 170,5        | 120,7        | 14,1        | 0,0         | 0,0         | 0,0         | 0,0         | 0,0         | 0,4         | 61,7         | 95,3         | 401,6    | 134,8    | 0,0      | 62,1     | 598,5   |
| Giorni di neve                          | 14,7         | 12,7         | 6,6          | 1,7         | 0,0         | 0,0         | 0,0         | 0,0         | 0,0         | 0,3         | 6,8          | 12,9         | 40,3     | 8,3      | 0,0      | 7,1      | 55,7    |
| Umidità relativa media (%)              | 85,2         | 82,4         | 76,5         | 70,8        | 73,6        | 74,4        | 74,4        | 75,0        | 80,4        | 83,0        | 86,3         | 86,5         | 84,7     | 73,6     | 74,6     | 83,2     | 79,0    |
| Ore di soleggiamento mensili            | 48,9         | 67,1         | 124,1        | 177,8       | 231,4       | 237,3       | 251,7       | 240,7       | 163,5       | 117,3       | 55,4         | 38,6         | 154,6    | 533,3    | 729,7    | 336,2    | 1 753,8 |
| Pressione a 0 metri s.l.m. (hPa)        | 993,0        | 991,2        | 990,0        | 988,1       | 989,5       | 989,3       | 988,8       | 991,0       | 990,9       | 992,1       | 992,3        | 992,2        | 992,1    | 989,2    | 989,7    | 991,8    | 990,7   |
| Tensione di vapore (hPa)                | 4,7          | 5,1          | 5,9          | 8,1         | 11,4        | 14,9        | 15,8        | 15,6        | 12,5        | 9,3         | 6,7          | 5,3          | 5,0      | 8,5      | 15,4     | 9,5      | 9,6     |
| Vento (direzione-m/s)                   | 3,6          | 3,7          | 3,4          | 3,1         | 2,5         | 2,3         | 2,3         | 2,0         | 2,5         | 3,0         | 3,2          | 3,7          | 3,7      | 3,0      | 2,2      | 2,9      | 2,9     |

## Sport
Il Hetman Zamość è la squadra calcistica della città, fondata nel 1934, milita nella II liga. La squadra si allena nello Stadion OSiR.

## Economia
La città si trova sulla linea ferroviaria che collegava l'Unione Sovietica con le miniere di carbone e zolfo dell'Alta Slesia, e a meno di 60 km dal confine con l'Ucraina.